# Kasi Maru
De Kasi Maru is een Japans koopvaardijschip dat gezonken is nabij het eiland New Georgia in de Salomonseilanden in de Tweede Wereldoorlog. Het wrak is nu een populaire duikbestemming en ligt op een diepte van ongeveer 15 - 20 meter.